# Група Арджуни
Група Арджуни — група астероїдів, що рухаються близько до Землі, за орбітами подібними до земної та з настільки ж низьким нахилом, їх орбітальні періоди близькі до одного року і мають низький ексцентриситет. Клас названий за ім'ям героя індійської міфології Арджуни. Визначення цієї групи є розпливчастим і перетинається з визначеннями трьох загальновизнаних усталених груп астероїдів: Аполлона, Амура і Атона. Представники цієї групи «динамічно холодних» невеликих навколоземних об'єктів перебувають у орбітальному резонансі з Землею 1:1.

## Можливі Арджуни
- 1991 VG
- 2003 YN107
- 2006 JY26
- 2009 SH2
- 2013 BS45
- 2024 PT5